# Nowy papież
Nowy papież (ang. The New Pope) – serial produkcji włosko-hiszpańsko-francuskiej w reżyserii Paola Sorrentino, kontynuacja serialu Młody papież z 2016 r.

## Fabuła
Jude Law wciela się w rolę papieża Piusa XIII, który jest w śpiączce farmakologicznej, nie jest w stanie wykonywać roli głowy Kościoła. W międzyczasie toczy się walka o stanowisko papieża. Na konklawe papieżem zostaje wybrany kardynał Tommaso Viglietti (Marcello Romolo). Charakteryzuje się on nawoływaniem do budowania wspólnoty, równości i miłości do każdego. Nie podoba się to innym kardynałom, więc postanawiają go zamordować. Ostatecznie John Malkovich, wcielający się w rolę sir Johna Branoxa, papieża Jana Pawła III, pokazuje nowy nurt ideologiczny w kościele, który nazywany jest „drogą środka”.

## Obsada[1]
| Aktorzy                         | Rola w filmie                                           |
| ------------------------------- | ------------------------------------------------------- |
| Jude Law                        | Lenny Belardo, papież Pius XIII                         |
| John Malkovich                  | sir John Branox, papież Jan Paweł III                   |
| Silvio Orlando                  | dwie role: kardynał Angelo Voiello / kardynał Hernández |
| Cécile de France                | Sofia Dubois                                            |
| Javier Cámara                   | kardynał Bernardo Gutiérrez                             |
| Ludivine Sagnier                | Esther Aubry                                            |
| Maurizio Lombardi               | kardynał Mario Assente                                  |
| Marcello Romolo                 | Tommaso Viglietti, papież Franciszek II                 |
| Mark Ivanir                     | Bauer                                                   |
| Daria Bajkałowa                 | Amber, dziewczyna Bauera                                |
| Henry Goodman                   | Danny                                                   |
| Massimo Ghini                   | kardynał Spaletta                                       |
| Ulrich Thomsen                  | dr Helmer Lindegard                                     |
| Julia Snigir                    | Ewa Novak, żona dr. Helmera                             |
| Tomas Arana                     | Thomas Altbruck                                         |
| Antonio Petrocelli              | Luigi Cavallo                                           |
| Marilyn Manson                  | gościnnie, w roli samego siebie                         |
| Kiruna Stamell                  | opatka klasztoru św. Teresy                             |
| Nora Waldstätten                | siostra Lisette                                         |
| Nadie Kammallaweera             | siostra Suree                                           |
| Jessica Piccolo Valerani        | siostra Pamela                                          |
| Agnieszka Jania                 | siostra Ivanka                                          |
| Eco Andriolo Ranzi              | Siostra Caterina                                        |
| Sharon Stone                    | gościnnie, w roli samej siebie                          |
| Alessandro Riceci               | Fabiano                                                 |
| Enea Barozzi                    | Attanasio                                               |
| Lore Stefanek                   | Matka Attanasia                                         |
| Claudio Bigagli                 | Duilio Guicciardini, minister gospodarki i finansów     |
| Alex Esola                      | Freddy Blakestone                                       |
| Ignazio Oliva                   | Valente                                                 |
| Marcello Marziali               | Don Mimmo                                               |
| Giancarlo Fares                 | Franco                                                  |
| Daniel Vivian                   | Domen                                                   |
| J. David Hinze                  | Leopold Essence                                         |
| Charlie Potts, Joshua Smallwood | Adam Brannox                                            |
| Callum Potts, Matthew Smallwood | John Brannox (młody)                                    |
| Hella Stichlmair, Janet Henfrey | Lady Brannox, matka Johna i Adama                       |
| Jonas Crodack, Tim Barlow       | Lord Brannox, ojciec Johna i Adama                      |
| Mitchell Mullen                 | gościnnie, Emory Kitsworth, dziennikarka                |
| Houssem Benali                  | gościnnie, Ahmed                                        |
| Alex Beviglia Zampetti          | gościnnie, Antonio, nauczyciel z Ventotene              |
| Bruce McGuire                   | gościnnie, generał Parker                               |
| Massimo Cagnina                 | Don Mario                                               |
| Zaki Bibawi Ayyad               | Faisal                                                  |
| Kika Georgiou                   | kobieta w czerwonej bluzie w Wenecji                    |
| Nieznany aktor                  | Girolamo Matera                                         |
| Thomas Miggiano                 | Pius                                                    |

## Produkcja
Zdjęcia do serialu rozpoczęły się w 2018 roku we Włoszech. Ekipie filmowej pozwolono nagrywać w bazylice św. Piotra w Watykanie. Niektóre sceny pochodzą z Mediolanu, Wenecji i z Abruzji.
Serial wypuszczono na platformę HBO GO w 9 odcinkach, każdy po około godzinę.